# Canthonella amazonica
Canthonella amazonica är en skalbaggsart som beskrevs av Brett C.Ratcliffe och Smith 1999. Canthonella amazonica ingår i släktet Canthonella och familjen bladhorningar. Inga underarter finns listade.